# Zevadia peroccidentalis
Zevadia peroccidentalis är en svampart som beskrevs av J.C. David & D. Hawksw. 1995. Zevadia peroccidentalis ingår i släktet Zevadia, divisionen sporsäcksvampar och riket svampar.   Inga underarter finns listade i Catalogue of Life.